# Prefettura autonoma mongola e tibetana di Haixi
La prefettura autonoma mongola e tibetana di Haixi (in cinese: 海西蒙古族藏族自治州, pinyin: Hǎixī Ménggǔzú Zàngzú Zìzhìzhōu; in tibetano: མཚོ་ནུབ་སོག་རིགས་ཆ་བོད་རིགས་རང་སྐྱོང་ཁུལ་, Wylie: Mtsho-nub Sog-rigs dang Bod-rigs rang-skyong-khul; in mongolo ᠬᠠᠶᠢᠰᠢ ᠶᠢᠨ ᠮᠣᠩᠭᠣᠯ ᠲᠥᠪᠡᠳ ᠦᠨᠳᠦᠰᠦᠲᠡᠨ ᠦ ᠥᠪᠡᠷᠲᠡᠭᠡᠨ ᠵᠠᠰᠠᠬᠤ ᠵᠧᠦ) è una prefettura autonoma della provincia del Qinghai, in Cina.

## Suddivisioni amministrative
- Delingha
- Golmud
- Mangnai
- Contea di Ulan
- Contea di Dulan
- Contea di Tianjun